# Ignacy Witz

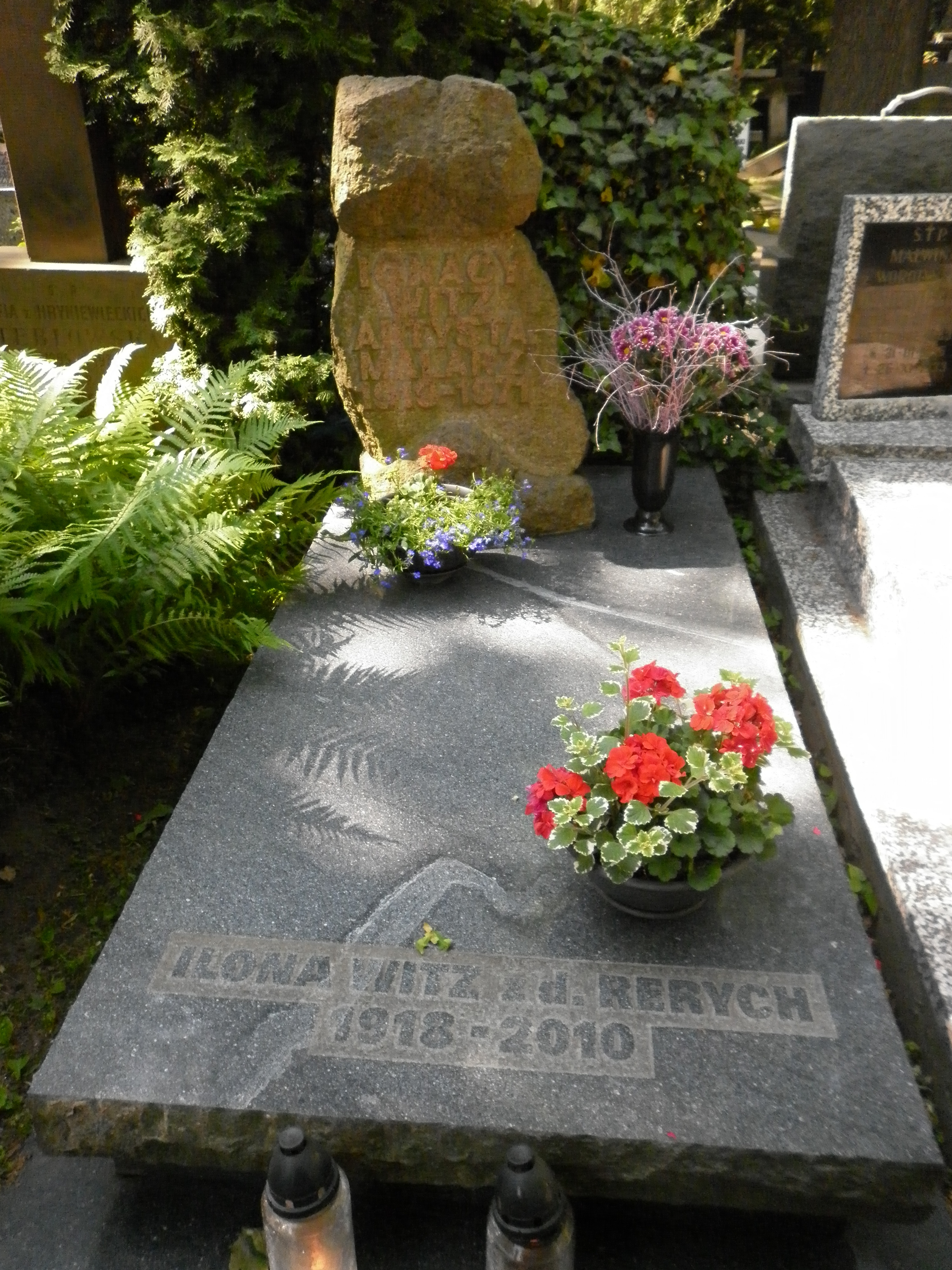
Grób Ignacego Witza na cmentarzu Wojskowym na Powązkach w Warszawie

Ignacy Witz (ur. 20 marca 1919 we Lwowie, zm. 9 lipca 1971 w Kazimierzu Dolnym) – polski malarz, rysownik, twórca plakatów, krytyk sztuki.

## Życiorys
Syn Alfreda. Absolwent Państwowego Instytutu Sztuk Plastycznych we Lwowie. Debiutował w roku 1938 jako rysownik satyryczny i karykaturzysta w czasopismach lwowskich – „Kontrataku” i „Omnibusie”. W roku 1940 został wcielony we Lwowie do Armii Czerwonej. Był ranny w bitwie pod Stalingradem, leczył się w szpitalu w Kujbyszewie. Z 1 Armią Wojska Polskiego powrócił do kraju.
Po wojnie zamieszkał w Warszawie. Tworzył plakaty, rysunki satyryczne, ilustracje książkowe i opracowania graficzne dla takich wydawnictw jak „Książka i Wiedza”, „Nasza Księgarnia”, „Iskry”. Oprócz twórczości plastycznej zajmował się krytyką artystyczną. Swoje teksty publikował w prasie – w drugiej połowie lat 40. w „Odrodzeniu” i „Kuźnicy”, a następnie – przez niemal dwadzieścia lat - był stałym współpracownikiem „Życia Warszawy”. Autor książek o sztukach plastycznych, uczestnik wystaw w kraju i za granicą, zdobywał nagrody. Zajmował się grafiką, malarstwem sztalugowym i litografią. W ostatnich latach życia cierpiał na depresję. Zmarł w Kazimierzu Dolnym, pochowany na cmentarzu Wojskowym na Powązkach w Warszawie (kwatera B19-1-27).

## Dzieła (wybór)
- Ignacy Witz: Jestem moim czasem. Twórcy i dzieła, Arkady, Warszawa 1959.
- Ignacy Witz: 50 lat karykatury polskiej: 1900–1950, „Arkady”, Warszawa 1961.
- Irena Tuwim – autor tekstu, Ignacy Witz – ilustracje Pampilio, Nasza Księgarnia, 1962.
- Ignacy Witz: Oko i dłoń malarza, „Nasza Księgarnia”, Warszawa. wyd. 2 1969.
- Ignacy Witz: Portret w malarstwie, Państwowe Zakłady Wydawnictw Szkolnych, Warszawa 1970.
- Ignacy Witz: Krajobraz w malarstwie, Państwowe Zakłady Wydawnictw Szkolnych, Warszawa 1970.
- Ignacy Witz: Polscy Malarze Polskie Obrazy, „Nasza Księgarnia”, Warszawa 1970.
- Ignacy Witz: Przechadzki po warszawskich wystawach 1945-1968, Państwowy Instytut Wydawniczy, Warszawa 1972.
- Julian Tuwim – autor tekstu, ilustracje: Ignacy Witz Słoń Trąbalski i inne wiersze, Siedmioróg, 2008 ISBN 978-83-7568-235-9.

## Ordery i odznaczenia
- Krzyż Kawalerski Orderu Odrodzenia Polski (11 lipca 1955)[1]
- Medal 10-lecia Polski Ludowej (19 stycznia 1955)[4]